# Кхандоба
Кхандоба (санскр. खण्डोबा, IAST: Khaṇḍobā), также Кандоба или Хандоба, — в индийском фольклоре региональное божество; бог-пастух; вместе с Мхасобой и Биробой составляет «троицу» богов, широко распространённых на Декане. В позднейшей индийской мифологии стал ассоциироваться с одним из воплощений верховного бога Шивы, принявшего форму Кандех Рао (Khanderao; rao = царь), чтобы уничтожить злых демонов-гигантов Мани-Мала (Mani-Malla), опустошавших Карнатаку. Мани-Мала были убиты, после чего все ими притеснявшиеся воздали Кхандобе божеские почести. Их было 70 миллионов, отчего эта аватара (воплощение) Шивы носит также название Yehl-Kut (Yehi = 7, a Khut или Koot = 10 млн.).
Также ему присущи многие черты и качества ведического божества Рудра. Кхандоба изображается верхом на лошади, с четырьмя руками, держащими трезубец, знамя, чётки и поводья лошади.
Культ Кхандобы распространён в Махараштре и северной Карнатаке; он популярен у дхангаров, гавлов и других — ранее кочевых, ныне полукочевых или оседлых — групп населения. В среде богов индусского пантеона Кхандоба выделяется способностью вселяться в мужчин — своих поклонников, после чего одержимые им деврши (дэва-риши) начинают озвучивать его распоряжения и предсказания. От Кхандобы ждут помощи в плодородии, при заживлении переломов и т. д.

## Храм
Кхандобе был воздвигнут храм в 45 км к юго-востоку от города Пуны, в селении Джедзури (Джеджури) на вершине холма; при нём более 200 танцовщиц (баядерок, девадаси) и большое количество брахманов. Это главный центр паломничества приверженцев Кхандобы.
Празднества в честь Кхандобы оформляются как его выезд на охоту, где мужчины-вагхъя (Vāghyā = «тигры») превращаются в божьев «псов», женщины-мурли (Muraḹi = «венчанные с Кхандобой») танцуют и вагхъя демонстрируют самоистязание.